# Józef Spors
Józef Spors (ur. 13 sierpnia 1941 w Toruniu, zm. 13 czerwca 1992 w Słupsku) – polski historyk, dr hab, profesor nadzwyczajny nauk humanistycznych.

## Życiorys
W 1965 ukończył studia historyczne na Uniwersytecie Mikołaja Kopernika, natomiast w 1971 obronił pracę doktorską dotyczącą dziejów politycznych ziem sławieńskiej, słupskiej i białogardzkiej w XII-XIV w., otrzymując doktorat, a w 1979 uzyskał stopień doktora habilitowanego za pracę o podziałach administracyjnych Pomorza Gdańskiego i Sławieńsko-słupskiego od XII do początku XIV w. 30 października 1989 otrzymał tytuł naukowy profesora w zakresie nauk humanistycznych, a 1 marca 1992 nominację na profesora zwyczajnego.
W latach 1980–1991 dwukrotnie przeszedł operację z powodu raka płuc. Zmarł 13 czerwca 1992.

## Nagrody i wyróżnienia
- Nagroda rektora słupskiej WSP za działalność naukową (wielokrotnie)[3]
- 1989: Nagroda indywidualna II st. Ministra Edukacji Narodowej[3]
- 1983: Odznaka Za Zasługi dla województwa słupskiego[3]
- 1984: Odznaka Za Zasługi dla miasta Słupska[3]
- 1978: wyróżnienie w Ogólnopolskim Plebiscycie na Najlepszego Dydaktyka i Wychowawcę[3]